# Pseudohydromys murinus
Pseudohydromys murinus  (Rümmler, 1934) è un roditore della famiglia dei Muridi endemico della Nuova Guinea.

## Descrizione

### Dimensioni
Roditore di piccole dimensioni, con la lunghezza della testa e del corpo tra 70 e 105 mm, la lunghezza della coda tra 81 e 102 mm, la lunghezza del piede tra 18 e 22 mm, la lunghezza delle orecchie tra 9 e 13 mm e un peso fino a 19,9 g.

### Aspetto
La testa ed il corpo sono snelli. Le parti superiori sono grigio-brunastro scuro, solitamente con una macchia dorsale più chiara, mentre le parti ventrali sono più chiare. Gli occhi sono molto piccoli. Le orecchie sono grigio scure. Il dorso delle zampe è nerastro. La coda è lunga come la testa e il corpo, è uniformemente marrone scuro o nera, talvolta con chiazze biancastre e rivestita da 17-23 anelli di scaglie per centimetro.

## Biologia

### Comportamento
È una specie terricola.

### Alimentazione
Si nutre di insetti

## Distribuzione e habitat
Questa specie è diffusa nella parte orientale della cordigliera centrale della Nuova Guinea.
Vive nelle foreste muschiose montane tra 1.570 e 3.400 metri di altitudine.

## Conservazione
La IUCN Red List, considerato il vasto areale e la popolazione numerosa, classifica P.murinus come specie a rischio minimo (Least Concern).